# Бугрин
Бугри́н (укр. Бугрин) — село в Ровненском районе Ровненской области Украины. Административный центр Бугринской сельской общины.
До 2020 года входило в Гощанский район.
Расположено на левом берегу реки Горынь (приток Припяти).
Население по переписи 2001 года составляло 1575 человек. Почтовый индекс — 35442. Телефонный код — 3650.